# Жуховицький Леонід Аронович
Жуховицький Леонід Аронович (рос. Жуховицкий Леонид Аронович; 5 травня 1932, Київ — 17 лютого 2023) — радянський і російський письменник, сценарист, драматург. Член Спілки письменників СРСР (1963). Заслужений працівник культури Російської Федерації (1996).

## Біографічні відомості
Народився в Києві в сім'ї інженерів Арона Фадєєвича Жуховицького (1901—1994) та Фаїни Осипівни Муравкіної (1908—1993), закінчив школу в Москві. На початку війни з батьками евакуювався з Москви до Томська.
Закінчив московський Літературний інститут імені Горького.
Початок активної творчої діяльності збігся з хрущовською відлигою. У прозі найвідомішим є роман «Зупинитись, озирнутися…», написаний у 1960-ті роки. Своєю найкращою роботою сам Жуховицький визнає п'єсу «Остання жінка сеньйора Хуана».
Секретар Спілки письменників Москви, автор понад 40 книг та 15 п'єс.
У березні 2014 року разом із низкою інших діячів науки та культури висловив свою незгоду з політикою російської влади в Криму.

## Фільмографія
Сценарист/драматург:
- «Короткі зустрічі» (1967, у співавт. з К. Муратовою, Одеська кіностудія)
- «Верхом на дельфіні» (1970, фільм-вистава, драматург)
- «Хочу зрозуміти» (1980, у співавт; Азербайджанфільм)
- «Дитина до листопада» (1992, Одеська кіностудія, за мотивами його однойменної повісті)

## Творчість
(російською)

### Проза
- «Адрес на обложке». — М., 1961.
- «Я сын твой, Москва». Повесть. — М., 1963.
- «Иду за журавлем». — М., 1966.
- «Остановиться, оглянуться». Роман. — М., 1969.
- «Легенда о Ричарде Тишкове». Рассказы и повесть. — М., 1972.
- «Может, редко встречаемся?» — М., 1974.
- «Костер по четвергам». — М., 1976.
- «Банан за чуткость». — М., 1977.
- «Ключ от города». — М., 1983
- «Любовь на третьей полосе». — М., 1981.
- «Только две недели». Повести. — М., 1982.
- «Витязь на распутье». М., 1983.
- «Избранное». / Предисл. С. Чупринина. — М., 1983.
- «Докажите ценность любви». — М., 1987.
- «Попытка пророчества». — М., 1987.
- «О любви». — М., 1989.
- «Открытое письмо читателю». — М., 1989.
- «Помоги своей судьбе». — М.:, Политиздат, 1989.
- «Все, в чём вы нуждаетесь…» — М.: Политиздат, 1990.
- «Девочка на две недели». — М., 1991.

Друкує прозу, есе та статті в журналах:
- «Новый мир» (1986, № 8),
- «Литературное обозрение» (1991, № 10; 1992, № 2),
- «Аврора» (1993, № 1),
- «Кольцо „А“» (№ 2, 1995),
- «Мы» (напр., 1995, № 6),
- «Огонёк» (1995, № 34).

### П'еси
- «Возраст расплаты» (1968)
- «Выпьем за Колумба!» (1971)
- «Орфей: Легенда о Ричарде Тишкове» (1974)
- «Жужа из Будапешта» (1976)
- «Ночлег в чужой квартире» (1976)
- «Одни, без ангелов» (1976)
- «Система тревоги» (1976)
- «Волк на дереве» (1977, в соавт. с С. Козловым)
- «Песенка о любви и печали» (1980)
- «Серебряная труба» («Трубач на площади») (1980)
- «Всего две недели» (1981)
- «Я тоже хожу по канату» (1984)
- «Принцесса и трубочист» (1986)
- «Последняя женщина сеньора Хуана»
- «Верёвка и нитка»
- «Могила неизвестного поэта»
- «Ребёнок к ноябрю»